# Passage Landrieu
Passage Landrieu är en passage i Quartier du Gros-Caillou i Paris sjunde arrondissement. Gatan är uppkallad efter en markägare, på vars mark gatan anlades. Passage Landrieu börjar vid Rue de l'Université 169 och slutar vid Rue Saint-Dominique 100.

## Omgivningar
- Saint-Pierre-du-Gros-Caillou
- Passage de la Vierge
- Square Sédillot
- Avenue Bosquet
- Rue Pierre-Villey
- Rue Dupont-des-Loges
- Rue Edmond-Valentin

## Bilder
| - Gatuskylt. - Saint-Pierre-du-Gros-Caillou. |

## Kommunikationer
- Tunnelbana – linje  – Alma – Marceau
- Tunnelbana – linje  – École Militaire
- Busshållplats Bosquet – Saint-Dominique – Paris bussnät

### Webbkällor
- ”Passage Landrieu”. Mairie de Paris. https://web.archive.org/web/20160303190454/http://www.v2asp.paris.fr/commun/v2asp/v2/nomenclature_voies/Voieactu/5243.nom.htm. Läst 3 november 2023.
- ”Passage Landrieu (7ème arrondissement)”. Les rues de Paris. https://web.archive.org/web/20160409054718/http://www.parisrues.com/rues07/paris-07-passage-landrieu.html. Läst 3 november 2023.